# Kazuo Komatsubara
Kazuo Komatsubara (小松原一男?, Komatsubara Kazuo; Yokohama, 24 dicembre 1943 – Yokohama, 24 marzo 2000) è stato un animatore e character designer giapponese.

## Biografia

### Gli esordi alla Toei Animation
Finita la scuola dell'obbligo diventa colorista di elettrodomestici, rinunciando temporaneamente alla sua innata vocazione per l'animazione. Solo all'età di vent'anni, dopo una breve e sfortunata esperienza alla Mushi Production, il 13 luglio del 1964 riesce ad essere ammesso al corso per aspiranti animatori "Children's Corner" della Toei Animation, ed inizia uno stage quadriennale di formazione in disegno sotto la guida di Sadao Tsukioka e Yasuo Ōtsuka, partecipando come intercalatore alla realizzazione delle serie Maho tsukai Sally (1966) e Okami shonen Ken (1967).
Nel 1968 entra come animatore all'Asahi Film, uno degli studi commissionari della Toei Animation, e l'anno successivo passa alla Hatena Production, che si occupa delle animazioni di alcuni episodi della prima serie televisiva di Tiger Mask (Uomo Tigre), che vede il suo debutto come direttore dell'animazione. La serie, grazie alle numerose scene di lotta, gli consente di sperimentare liberamente numerose tecniche di deformazione e, grazie al brillante risultato ottenuto, gli vengono affidati altri episodi, fra i quali l'ultimo.

### Gli anni della Oh! Production
Nel 1970 insieme ad alcuni colleghi fonda uno studio indipendente, la Oh! Production. In questa nuova veste nel 1972 ottiene proprio dalla Toei Animation l'appalto per la serie TV Devilman, che lo lancerà anche come character designer. L'anno successivo debutta quindi in un'apprezzata produzione cinematografica, Mazinger Z tai Devilman (Mazinga Z contro Devilman), della quale gli vengono affidate le scene in cui compare l'uomo-diavolo. In seguito gli vengono affidate altre produzioni cinematografiche nonché gli adattamenti televisivi di altri soggetti di Gō Nagai, come Mazinger Z tai Ankoku Daishogun (Mazinga Z contro il Generale Nero), Getter Robot (Space Robot), in cui disegna il suo primo personaggio originale, Michiru Saotome, Getter Robot G (Jet Robot) e UFO Robot Grendizer (Ufo Robot Goldrake).
Nel 1976 lavora alla serie Magne robo Ga-keen (Gackeen, il robot magnetico) che, non essendo tratta da un manga, gli consente di creare un character design del tutto originale, cosa che si ripete con Chojin Sentai Balatack (Balatak) l'anno successivo.
Nel 1977 lavora all'adattamento televisivo di Uchu Kaizoku Captain Harlock (Capitan Harlock), manga ideato da Leiji Matsumoto, autore sulla cresta dell'onda dopo il successo ottenuto con i film della serie Uchū Senkan Yamato (Star Blazers). L'esito è notevole e Harlock diventa una serie di culto, anche se ha vita breve a causa dei temi adulti e dello scarso interesse dello sponsor nel sostenere un programma che non consente un grande merchandise. Dopo aver disegnato tra l'altro anche alcuni personaggi per Starzinger SF Saiyuki (Starzinger), altra serie di Matsumoto, ritorna al ruolo di direttore delle animazioni nel film Ginga Tetsudo 999 (Galaxy Express 999), sempre da un soggetto di Matsumoto, per la regia di Rintarō.

### Una carriera di successi
Nel 1980 si occupa nuovamente di character design per la serie Ganbare Genki (Forza Sugar) e poi per la saga robotica detta "J9", che comprende Ginga Senpū Briger (Bryger), Ginga Reppū Baxinger e Ginga Shippu Sasuraiger.
Del 1982 è Sero hiki no Goshu (Goshu il violoncellista), il film di Isao Takahata prodotto dalla Oh!, che Komatsubara considerava il proprio miglior lavoro, e che lo avvicina all'entourage di Hayao Miyazaki, con il quale collabora nel 1984 dirigendo le animazioni dell'acclamato film Kaze no tani no Nausicaa (Nausicaä della Valle del vento). Nel 1986 viene invitato nel team che si occupa dell'edizione home video di Devilman, fortemente voluta da Go Nagai per dare al suo personaggio un adattamento animato più fedele al manga di quanto non fosse stata la serie televisiva.
I due OAV risultanti, Tanjohen (La genesi) del 1987 e Yocho Silen (L'Arpia Silen) del 1990, diretti da Tsutomu Iida, allievo di Miyazaki, riscuotono grande successo e Go Nagai lo invita a cimentarsi anche in Chibichiara - Nagai Go Sekai (Il pazzo mondo di Go Nagai) del 1991, un aniparo di tutti i suoi personaggi. La serie di OAV di Devilman viene però sospesa a causa della grave malattia che colpisce Kazuo Komatsubara e che, dopo diversi anni, lo conduce alla morte il 24 marzo 2000. Ultima sua creazione il personaggio di Tima nel film Metropolis di Rintarō, uscito postumo nel 2001.

## Opere principali
- Mahotsukai Sally (Sally la maga), serie TV, 1966 - intercalatore
- Okami Shonen Ken (Ken il ragazzo lupo), serie TV, 1967 - intercalatore
- Tiger Mask (Uomo Tigre), serie TV, 1969 - direzione animazione
- Devilman, serie TV, 1972 - character design, direzione animazioni ep. 1, 7, 13, 18, 21, 25, 31, 37
- Genshi shōnen Ryu (Ryu il ragazzo delle caverne), serie TV, 1972 - character design
- Mazinger Z tai Devilman (Mazinga Z contro Devilman), film, 1973 - direzione animazione
- Cutie Honey, serie TV, 1973 - direzione animazione ep. 18, 20
- Microid S (Microsuperman), serie TV, 1973 - regia episodi
- Miracle shōjo Limit-chan, (Cybernella), serie TV, 1973 - direzione animazione, character design
- Mazinger Z tai Ankoku Daishogun (Mazinga Z contro il Generale Nero), film, 1974 - animatore
- Great Mazinger tai Getter Robo (Il Grande Mazinga contro Getta Robot), film, 1975 - direzione animazione
- Great Mazinger tai Getter Robo G - Kūchū Daigekitotsu (Il Grande Mazinga contro Getta Robot G), film, 1975 - direzione animazione
- Andersen Dowa-Ningyo Hime (La Sirenetta, la più bella favola di Andersen), film, 1975 - animatore
- UFO Robo Grendizer (UFO Robot Goldrake), serie TV, 1975 - character design ep. 1-48
- UFO Robo Grendizer tai Great Mazinger (UFO Robot Goldrake contro il Grande Mazinga), film, 1976 - direzione animazione
- Magne robo Ga-keen (Gackeen, il robot magnetico), serie TV, 1976 - character design
- Chōjin sentai Baratack (Balatak), serie TV, 1977 - character design
- Uchū kaizoku Captain Harlock (Capitan Harlock), serie TV, 1978 - character design
- Starzinger SF Saiyuki (Starzinger), serie TV, 1978 - character design
- Ginga tetsudo 999 (Galaxy Express 999), film, 1979 - direzione animazione
- Chikyū e..., film, 1980 - animatore
- Ganbare Genki (Forza Sugar), serie TV, 1980 - character design
- Ginga senpū Briger (Bryger), serie TV, 1981 - character design
- Ginga reppū Baxinger (Baxinger), serie TV, 1982 - character design
- Sero hiki no Goshu (Goshu il violoncellista), film, 1982 - progetto
- Waga seishun no Arcadia (Capitan Harlock - L'Arcadia della mia giovinezza), film, 1982 - direzione animazione
- Waga seishun no Arcadia - Mugen kidō SSX (Capitan Harlock SSX - Rotta verso l’infinito), serie TV, 1982 - character design
- Ginga shippu Sasuraiger (Sasuraiger), serie TV, 1983 - character design
- Kaze no tani no Nausicaa, film, 1984 - direzione animazione
- Hai step Jun (Juny peperina inventatutto), serie TV, 1985 - character design
- Arei no Kagami, film, 1985 - animazione
- Devilman - Tanjohen (Devilman - La genesi), OAV, 1987 - character design
- Devilman - Yocho Silen (Devilman - L'arpia Silen), OAV, 1990 - character design
- Chibichara - Nagai Go sekai (Il pazzo mondo di Go Nagai), OAV, 1991 - character design, direzione animazione
- Little Twins: Bokura no natsu ga tondeiku, film, 1992 - direzione animazione
- Junkers Come Here, film, 1994 - character design, direzione animazione
- Hare tokidoki buta, serie TV, 1997 - direzione animazione
- Rennyo monogatari, film, 1998 - direzione animazione
- Metropolis, film, 2001 - character design aggiuntivo